# 娜杰拉·布登
娜杰拉·布登·拉马丹（羅馬化：Najlāʾ Būdan Ramḍān，1958年6月29日—）是一名突尼西亞地質學家和大學教授，2021年10月至2023年8月擔任突尼西亞總理。她於2021年10月11日就職，成為突尼西亞和阿拉伯世界的首位女總理。她曾於2011年在教育部任職。

## 早年生活
布登於1958年6月29日出生於凱魯萬。
布登是一名工程師，1983年畢業於法国公共工程学校，1987年在国立巴黎高等矿业学校通過地震工程學論文答辯，獲得地質學博士學位。

## 教授生涯
布登在突尼斯馬納爾大學突尼斯國立工程學院和迦太基大學突尼西亞理工學院擔任高等教育教授，專攻地球科學。她的工作重點是地震危害，並因此培訓了突尼西亞石油活動公司的許多管理人員。
布登還曾在突尼西亞高等教育和科學研究部擔任高級職務。2011年，她被任命為該部總幹事，隨後於2015年在部長斯利姆·喬拉（Slim Choura）的內閣中任職。
2016年9月，布登負責世界銀行出資7000萬美元的「PromEssE」計劃，該計劃旨在改革大學教育並使之「現代化」，以幫助緩解突尼西亞畢業生普遍失業的問題，這是該國的一個主要社會問題。

## 政治生涯
2021年9月29日，在突尼西亞政治危機中，凱斯·賽義德總統宣布任命布登組建突尼西亞新政府。她隨後接替於2021年7月25日被解職的希沙姆·邁希希。
作為首位擔任該職務的女性，布登被任命為突尼西亞政府首腦，這使她成為突尼西亞、馬格里布乃至阿拉伯世界的先驅。賽義德總統稱這一消息是「突尼西亞和突尼西亞婦女的榮耀」。
2021年10月11日，布登與政府成員在迦太基總統府宣誓就職。
2023年8月2日，布登被解職總理職務，由艾哈邁德·哈沙尼接替。

## 個人生活
她的父親穆罕默德·布登（Mohamed Bouden）曾是薩迪基學院的教授，後任阿拉維中學（Lycée Alaoui）校長。她的四個兄弟姐妹都是科學家。
布登的丈夫是眼科醫生卡邁勒·羅姆丹（Kamel Romdhane），他們育有兩個孩子。

## 榮譽
- 突尼西亞國家功勳軍官勳章（2016）

## 出版作品
- Contribution à l'étude de la fragmentation des massifs rocheux à l'explosif ("Contribution to the study of the fragmentation of rock masses with explosives"), PhD thesis, (1987).[13]
- Innovative geotechnical engineering. Proceedings of the International conference on geotechnical engineering [eds.], Sfax, Nouha editions, 2008